# اركين (درسجين)
ارکین (بالفارسية: ارکین) هي منطقة سكنية تقع في إيران في قسم درسجین الریفي. يقدر عدد سكانها بـ 110 نسمة .